# Parco nazionale di Jozani Chwaka Bay
Il Parco nazionale di Jozani Chwaka Bay è un parco nazionale situato sull'isola di Zanzibar (Tanzania), istituito nel 2003; comprende la Foresta di Jozani, nell'entroterra, e la laguna di Chwaka Bay.

## Storia
La foresta di Jozani diviene una area naturale protetta nel 1960, con lo status di semplice riserva forestale.

A partire dal 1995 la tutela si estende alla laguna di Chwaka Bay, nell'ambito del Jozani–Chwaka Bay Conservation Project (JCBCP) che mirava a conciliare la protezione della biodiversità della zona con le esigenze di raccolta di legname delle popolazioni locali.
L'atto istitutivo del Parco nazionale viene firmato il 27 gennaio 2003: con tale atto si pone fine allo sfruttamento commerciale della foresta e le popolazioni locali mantengono il diritto di raccolta limitatamente ai rami secchi.

## Territorio

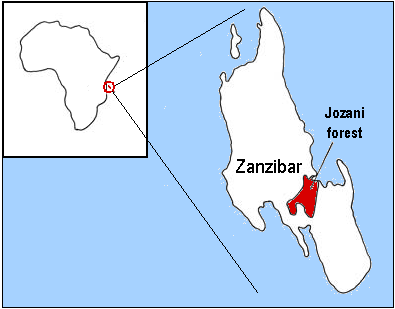
Ubicazione della foresta di Jozani

L'area protetta, estesa per circa 50 km2, tutela la foresta di Jozani, situata a circa 35 km a sud-est di Stone Town, sulla strada per Paje, a ridosso della laguna di Chwaka Bay.. Si tratta uno dei pochi lembi di foresta residua di Zanzibar, caratterizzata dall'alternarsi di boscaglia sempreverde, foresta acquatica,  macchia costiera e foreste di mangrovie.

## Flora

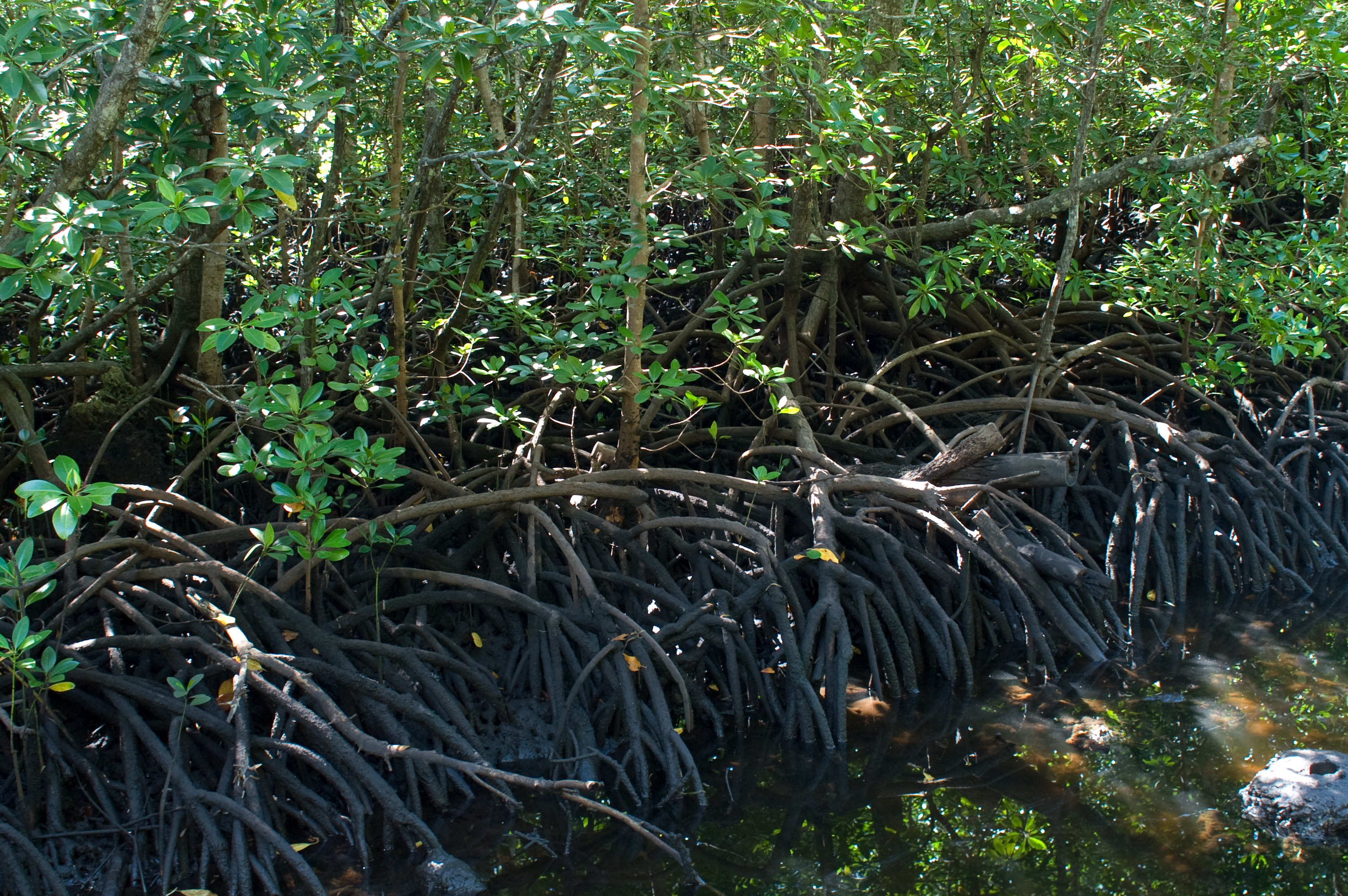
La foresta di mangrovie

L'associazione vegetale più significativa della riserva è senza dubbio la foresta di mangrovie che occupa la parte orientale della riserva e la zona costiera della laguna di Chwaka bay. Le specie arboree dominanti del mangrovieto sono Rhizophora mucronata, Ceriops tagal, Avicennia marina ed in misura minore Xylocarpus granatum e  Bruguiera gymnorrhiza. Altre specie come Xylocarpus moluccensis, Heritiera littoralis, Pemphis acidula, Lumnitzera racemosa e Sonneratia alba sono presenti con popolazioni esigue.

La parte occidentale della riserva è ricoperta da una boscaglia sempreverde, con alberi di sommacco (Rhus longipes, R. natalensis) che raggiungono i 4–6 m.
La parte nord-occidentale si caratterizza per una vegetazione boschiva più fitta, dominata da Macphersonia gracilis e Cussonia zimmermannii, con alberi sino a 8 m di altezza.
Nella parte centrale della riserva, caratterizzata da zone paludose, è presente una fitta foresta d'acqua, in cui le specie maggiormente rappresentate sono Callophyllum inophyllum, con alberi che crescono sino a 20–25 m, Pandanus rabaiensis e la palma da olio (Elaeis guineensis). Verso nord la vegetazione si dirada lasciando il posto a pascoli salini e l'unica specie arborea presente è Annona senegalensis.

## Fauna

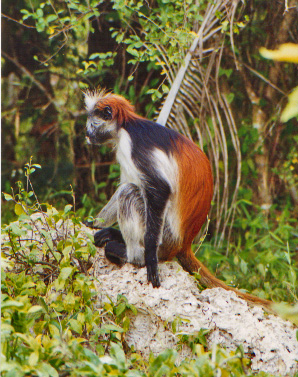
Piliocolobus kirkii

Il parco ospita una popolazione di circa 500 esemplari del colobo rosso di Zanzibar (Piliocolobus kirkii) endemico dell'isola. Altro primate presente è il cercopiteco a gola bianca (Cercopithecus albogularis). Tra i mammiferi presenti sono inoltre degni di menzione il cefalofo di Ader (Cephalophus adersi), una piccola antilope minacciata di estinzione, il suni (Neotragus moschatus) e la genetta servalina di Zanzibar (Genetta servalina archeri), un piccolo ed elusivo carnivoro viverride la cui presenza nell'area è stata documentata grazie a trappole fotografiche. Il leopardo di Zanzibar  (Panthera pardus adersi) era un tempo ritenuto estinto nel parco come in tutta l'isola, ma un filmato effettuato con una videotrappola proprio nel Parco nazionale di Jozani Chwaka Bay nel 2017 ha dimostrato che è ancora presente.

Ben rappresentata anche l'avifauna che include specie endemiche come il turaco di Fischer (Tauraco fischeri subsp. zanzibaricus), il bulbul verdastro (Eurillas virens subsp. zanzibaricus), la nettarinia chiazzerosse (Cyanomitra veroxii subsp. zanzibarica), la nettarinia olivacea occidentale (Cyanomitra obscura subsp. granti) (presente anche sull'isola di Pemba) e l'usignolo barbuto di Zanzibar (Cercotrichas quadrivirgata subsp. greenwayi) (presente anche sull'isola di Mafia). 
Altre specie che è possibile osservare nel parco sono: il pappagallo testabruna (Poicephalus cryptoxanthus),  il martin pescatore delle mangrovie (Halcyon senegaloides), lo storno ventrenero (Lamprotornis corruscus), l'akelat della costa orientale (Sheppardia gunningi) e il vescovo rosso di Zanzibar (Euplectes nigroventris).

Tra gli anfibi merita di essere segnalata l'endemica rana di Jozani (Kassina jozani).